# Deduktive Datenbank
Deduktive Datenbanken sind eine „Erweiterung“ der Relationalen Datenbank um eine Deduktionskomponente. 
Diese Deduktionskomponente verwendet Deduktionsregeln, die auf dem Prädikatenkalkül basieren, um aus den Daten „Wissen“ zu extrahieren. Die Regelsprache heißt Datalog – abgeleitet von dem Wort Data und dem Namen der Logikprogrammiersprache Prolog.